# Polyarchie
Le terme polyarchie (du grec poly, « plusieurs », et arkhê, « pouvoir, commandement, autorité », soit « gouverner à plusieurs ») a été théorisé par Robert A. Dahl, qui décrit le système de démocratisation par lequel certaines sociétés démocratiques pluralistes sont dirigées par des élites multiples et concurrentielles qui négocient entre elles lors du processus de prise de décision. La polyarchie se distingue de la démocratie dans le sens où elle décrit un régime politique ou une organisation dans laquelle le pouvoir est détenu par plusieurs organes.

## Théorie de Robert A. Dahl
Dans Who governs? (1961), Robert A. Dahl répond à la thèse élitiste de Charles Wright Mills selon laquelle le pouvoir aux États-Unis est détenu par trois institutions : politique, économique et militaire, qui forment ce qu’il appelle le « triangle du pouvoir ».
Si l’on replace la notion de polyarchie dans l’histoire des idées, il est clair qu’elle trouve ses origines dans la tradition de la démocratie libérale, dans la recherche d’une république non despotique.
Dans les démocraties pluralistes, le pouvoir est dispersé en raison de la multiplicité des ressources et de la diversité des organisations sociales.
Les dirigeants ne forment pas un groupe clos, dans la mesure où d’autres leaders peuvent surgir de chacune des organisations. Ceci a été défendu par Raymond Aron soulignant que les élites étaient traversées par de nombreux conflits, garantis par la démocratie. Selon lui, les théories élitistes sont confrontées à un double paradoxe : l’existence d’une élite unifiée conduirait à la fin de la liberté, d’autre part, l’identification d’une élite désunie signifierait la fin de l’État.
Dans une polyarchie, le pouvoir n’est donc pas détenu par un seul groupe social homogène, mais par une multiplicité d’élites économiques, administratives ou culturelles qui sont contraintes de s’allier selon les circonstances et de former des compromis pour pouvoir diriger.
Les caractères constitutifs de la polyarchie sont la dispersion des sources du pouvoir, le droit pour tous de participer à la désignation des autorités politiques et une organisation qui tend efficacement au règlement pacifique des conflits.
Dahl accorde une importance à la dispersion des pouvoirs, rappelant alors « les poids et contrepoids » des auteurs du Federalist et prolonge la recherche libérale d'une limitation du pouvoir.
Pour Robert Dahl, dans cette « meilleure approximation de la démocratie », « les citoyens ordinaires contrôlent leurs leaders immédiats et sont contrôlés par eux. Ces leaders contrôlent à leur tour d’autres leaders et sont aussi contrôlés par eux. On a une société avec un ensemble de relations réciproques permettant de contrôler la politique gouvernementale.»
Le marchandage et la recherche du compromis entre ces élites multiples deviennent dès lors cruciaux, le consensus reposant ainsi sur un processus permanent de négociation mené sous les yeux du peuple. Si celui-ci ne gouverne pas; comme le voudrait la formule de la démocratie participative ainsi que les grands modèles classiques de la démocratie; s’il délègue son pouvoir à des élites estimées plus compétentes, comme le souhaitait Joseph Schumpeter, c’est qu’il ne s’intéresserait pas nécessairement au politique devenu une sorte de profession impliquant une expertise spécifique. Il n’en conserve pas moins, dans le cadre des élections, le pouvoir de choisir ses gouvernants, la rotation des élites obéissant de la sorte à la fluctuation de leurs choix politiques.
La division du travail politique apparaît comme un processus inéluctable; ses conséquences néfastes pour la démocratie pourraient être contenues par un grand pluralisme des élites contrôlées par l'homme du “commun” qui n’hésite pas à se mobiliser à chaque fois que ses intérêts ou ses valeurs se trouvent engagés.
Dahl attribue deux dimensions à la démocratie, le droit de participation aux élections et au processus politique, et le droit à la contestation publique.
Dans son livre intitulé Polyarchy: Participation and Opposition publié en 1971, Dahl s'attarde plus particulièrement sur la seconde dimension. Pour lui, le droit de contestation et d'opposition publique est primordial.
L'emploi du terme polyarchie plutôt que démocratie provient du fait qu’idéalement une démocratie aurait un niveau absolu de participation et de contestation publique. Étant donné la faible possibilité de cet idéal, Dahl préfère le terme polyarchie qui désigne un niveau élevé de participation et de contestation publique et qui se révèle être un stade transitoire.

## Caractéristiques de la polyarchie selon Robert A. Dahl[4]
Dans Democracy and its critics, daté de 1989, Dahl attribue à la polyarchie les caractéristiques suivantes :
- Le contrôle des décisions gouvernementales concernant la politique est conféré constitutionnellement aux élus.
- Les élus sont choisis et pacifiquement destitués par des élections fréquentes, justes et libres, dans lesquelles la contrainte est limitée.
- Quasiment tous les adultes disposent du droit de vote lors de ces élections.
- La plupart des adultes ont également le droit de présenter leur candidature aux fonctions officielles pour lesquelles les candidats concourent lors de ces élections.
- Les citoyens ont un droit effectif à la liberté d’expression, en particulier en ce qui concerne l’expression politique (y compris la critique des officiels, la conduite du gouvernement, le système politique, économique et social dominant, et l’idéologie dominante).
- Les citoyens ont accès à des sources alternatives d’information, qui ne sont pas monopolisées par le gouvernement ou par tout autre groupe.
- Enfin, les citoyens ont un droit renforcé à former et rejoindre des associations autonomes, comme des partis politiques ou des groupes d’intérêts, qui cherchent à influencer le gouvernement en participant aux élections, ou par tout autres moyens pacifiques.

## Exemple deNew Haven[3]
Pour répondre à la question « qui gouverne ? », Robert A. Dahl a décidé d'étudier l'évolution de l'organisation du pouvoir à New Haven, qui est passée de l'oligarchie à la polyarchie. Il remarque que cette ville est composée de différents niveaux de dirigeants, ayant fait leur apparition progressivement.
Tout d'abord, il y a les patriciens, qui correspondent au haut de la pyramide sociale, détenant la majorité du prestige social, les richesses, et la popularité. Ils détenaient déjà le pouvoir lorsque la ville était toujours une oligarchie.
Le passage à l'ère industrielle va entraîner un changement dans l'organisation politique de la ville. Cette période permet aux masses d'avoir accès à la scène politique, notamment avec l'extension du droit de vote et la mise en place du vote secret. Ainsi, les entrepreneurs prennent une part du pouvoir aux patriciens, et accèdent aux postes de maires. Le pouvoir se trouve divisé entre ces deux classes.
L'immigration, notamment irlandaise, modifie la répartition ethnique de la ville. Les migrants deviennent la nouvelle cible électorale des partis politiques, et des postes sont spécialement attribués selon l'origine ethnique afin d'attirer cet électorat. On constate alors l'émergence de représentants issus de milieux plus populaires au sein du système politique. Suit ensuite l'apparition des « hommes nouveaux », c’est-à-dire les bureaucrates et experts, dans le système politique.
Chacune de ces catégories dispose de moyens d’influence et de ressources politiques inégalement efficaces selon les sujets ou la conjoncture. Dahl remarque alors que dans les domaines de l’enseignement public, la rénovation urbaine et la nomination aux postes politiques, les dirigeants entretiennent une relation importante avec leurs électeurs. En effet, ces derniers donnent de la légitimité aux actions des leaders en les élisant pour un mandat d'une durée déterminée, qui peut être renouvelé si le travail effectué est jugé satisfaisant et si les leaders réussissent à garder la confiance des électeurs. Leur vote a donc une influence indirecte sur la direction prise par le gouvernement, qui saura quelles sont les thématiques jugées importantes par les citoyens. Dahl démontre donc à travers son analyse que même s'ils sont au pouvoir, les dirigeants ne peuvent gouverner s'ils n'ont pas l'approbation populaire.
Cependant, un problème n'émerge réellement sur la scène politique que si un (ou plusieurs) dirigeant décide de s'en préoccuper. Les dirigeants décident donc eux-mêmes de la direction qu'ils vont prendre. Mais la classe dirigeante n'étant pas homogène, il faut réussir à trouver des chemins d'entente. Lors de conflits, la négociation est bien souvent utilisée, et les électeurs sont l'arbitre suprême.
En étudiant le cas de New Haven, Dahl contredit donc, à travers la mise en place du système polyarchique, la thèse d’une élite dirigeante unique, possédant une communauté d’intérêt comme l’avait observé C. Wright Mills en analysant l’exercice du pouvoir de 1953 à 1961 dans l’administration du président Dwight D. Eisenhower. On peut néanmoins objecter que cette étude, réalisée au niveau local, n’est pas forcément transposable au niveau national.

## 7 conditions à la polyarchie d’après Alain Guy Grenier[5]
| Condition | Situation favorable à la polyarchie                       |
| 1. Séquence historique | - Contestation publique précède le droit de participation |
| 2. Ordre socio-économique A. i) Accès à la violence ii) Accès aux sanctions socio-économiques B. Type de direction économique | - Aucun monopole - Décentralisé                           |
| 3. Niveau de développement socio-économique (éducation, communication, ordre social pluraliste)                               | - Développé                                               |
| 4. Inégalités A. Objectives (dans la distribution des ressources politiques) B. Subjectives                                   | - Minimum ou nulles                                       |
| 5. Pluralisme culturel | - Minimum ou nul                                          |
| 6. Dépendance économique | - Minimum ou nulle                                        |
| 7. Croyance générales A. Légitimité de la polyarchie B. Confiance mutuelle et coopération                                     | - Elevé                                                   |

1. Séquence historique : une évolution pacifique au sein d’un État-nation indépendant.
2. Ordre socio-économique :
- Si l'opposition parvient à un monopole des moyens coercitifs, le gouvernement ne peut être défini comme un gouvernement. Si le gouvernement détient un monopole de ces ressources, il est peu probable qu'un système de sécurité mutuelle et donc qu'un système de contestation publique ne se développe.
- Pour arriver à un rendement maximum de la majorité de la population, l'élite au pouvoir ne doit pas s'en remettre à des actes coercitifs physiques ni socio-économiques comme on retrouve parfois dans un système hégémonique.

3. Niveau de développement socio-économique :
- L’accès à l’éducation et à la communication favorisent le développement économique.
- La distribution des ressources entraîne un ordre social pluraliste.

4. Égalités et inégalités :
- Les inégalités de ressources politiques ont de grandes chances de s’étendre à l’exercice du pouvoir, ce qui décrit plus ou moins un régime hégémonique.
- Toute inégalité subjective ou privation relative de la masse est définitivement défavorable au développement de la polyarchie.

5. Sous-cultures, modèles de clivages et efficacité gouvernementale : tout pluralisme culturel accentué dans une société donnée peut présenter un potentiel de désaccord et de conflit extraordinaire s'il n'est pas administré adroitement.
6. Le contrôle étranger : une domination étrangère peut affecter toutes les conditions et changer les options disponibles.
7. Les croyances des activistes politiques : il est raisonnable de croire que l'élite politique et particulièrement les dirigeants du régime, par rapport à la masse, n’ont pas d’influence sur les événements politiques, y compris ceux affectant la stabilité ou la transformation des régimes.

## Sources
Schumpeter, J. A., & Fain, G. (1951). Capitalisme, socialisme et démocratie (p. 168-193). Paris: Payot.
Bourricaud, F. (1970). Le modèle polyarchique et les conditions de sa survie. Revue française de science politique, 893-925.
Dahl, Robert A. (1971). Polyarchy: participation and opposition. New Haven: Yale University Press
Grenier, A. G. (1988). La valeur prédictive du modèle polyarchique de Robert A Dahl (Doctoral dissertation, University of Ottawa (Canada)).
Dahl, R. A. (1989). Democracy and its Critics. Yale University Press.
Vergniolle de Chantal, François. « La polyarchie vue de gauche », Raisons politiques, vol. no 1, no. 1, 2001, p. 155-170.
Allemand, Sylvain (2003). « Qui gouverne ? ». La bibliothèque idéale des Sciences humaines.
Hamilton, A., Madison, J., Jay, J., & Pole, J. R. (2005). The federalist (Vol. 43). Hackett Publishing.
Dahl, R. A. (2005). Who governs?: Democracy and power in an American city. Yale University Press.
Hermet, G., Badie, B., Birnbaum, P., & Braud, P. (2015). Dictionnaire de la science politique et des institutions politique, 8e édition. Armand Colin.
Delarue, Christian (14 août 2017), « L’entre-soi des élites fausse la polyarchie, renforce la gouvernance », mediapart, blog alter de Christian Delarue
https://blogs.mediapart.fr/christian-delarue/blog/140817/l-entre-soi-des-elites-fausse-la-polyarchie-renforce-la-gouvernance
Hans, Keaman, Polyarchy, Encycopedia Britannica, https://www.britannica.com/topic/polyarchy
Les élites politiques, sur Le Politiste. http://www.le-politiste.com/les-elites-politiques/
« Robert Dahl, Who governs ? », sur http://www.forum-scpo.com/science-politique/robert-dahl-who-governs.htm